# Rio Chişag (Gârcin)
O Rio Chişag é um rio da Romênia, afluente do Gârcin, localizado no distrito de Braşov.